# Leopoldina Leonor do Palatinado-Neuburgo
Leopoldina Leonor do Palatinado-Neuburgo (em alemão: Leopoldine Eleonore von Pfalz-Neuburg; Neuburgo, 27 de maio de 1679 - Dusseldorf, 8 de março de 1693), nasceu como Condessa Palatina de Neuburgo e membro da Casa de Wittelsbach.
Nascida em Neuburgo do Danúbio, era a caçula de dezessete filhos de Filipe Guilherme do Palatinado-Neuburgo e de sua esposa Isabel Amália de Hesse-Darmstadt.

## Biografia
A irmã mais velha de Leopoldina, Leonor Madalena, tornou-se a Santa Imperatriz Romana em 1676, como a terceira esposa de Leopoldo I; isso até ajudou seus numerosos irmãos a garantir carreiras e casamentos brilhantes. Após a morte de seu pai em 1690, Leopoldina estava sob a tutela legal de seu irmão mais velho João Guilherme, que também supervisionou sua educação. Além da linguagem, religião e artesanato, a jovem princesa aprendeu música com o Kapellmeister Sebastiano Moratelli.
No verão de 1691, Leopoldina adoeceu após uma difícil viagem de Neuburgo a Dusseldorf. Foi lá que, graças à atenção e ao carinho de sua cunhada, Ana Maria Luísa de Médici, sua condição melhorou novamente.
Em março de 1693, ela foi formalmente prometida a Maximiliano II Emanuel, Eleitor da Baviera, cuja primeira esposa, Maria Antônia da Áustria, havia morrido em dezembro de 1692. No entanto, pouco depois, Leopoldina também morreu, em Dusseldorf, aos 13 anos, após sete dias de febre. Foi sepultada na Igreja de St. Andreas, em Dusseldorf. 
Uma cápsula contendo o coração de Leopoldina foi transferida para a cripta principesca da Igreja da Corte em Neuburg, juntamente com a cápsula contendo o coração do seu irmão Filipe Guilherme Augusto de Neuburgo (que morreu menos de um mês depois dela, em 5 de abril), e colocada no caixão da mãe de ambos. O caixão de Leopoldina encontra-se atualmente no Mausoléu da Casa do Palatinado de Neuburg, na Igreja da Corte de Santo André, e foi aberto em 2007 para trabalhos de descontaminação. Os restos mumificados da princesa, que foi sepultada com meias de seda, sugerem que ela teria morrido de tuberculose.